# Bauerwasser
Das Bauerwasser ist ein Abschnitt der Donau auf dem Gebiet der Gemeinde Rennertshofen im Landkreis Neuburg-Schrobenhausen zwischen Flusskilometer 2487,0 und 2490,6 an der Staustufe Bertolsheim. Es wird als Angelgewässer genutzt.